# 艾尔 (阿登省)
艾尔（法語：Aire，法語發音：[ɛʁ] ⓘ）是法国阿登省的一个市镇，属于勒泰勒区。

## 地理
艾尔（49°28'53"N, 4°9'41"E）面积6.29 平方千米，位于法国大東部大區阿登省，该省份为法国北部内陆省份，西接埃纳省，南至马恩省，东临默兹省，北与比利时接壤。
与艾尔接壤的市镇（或旧市镇、城区）包括：阿斯费尔德、布朗济拉萨洛奈斯、鲁瓦济。

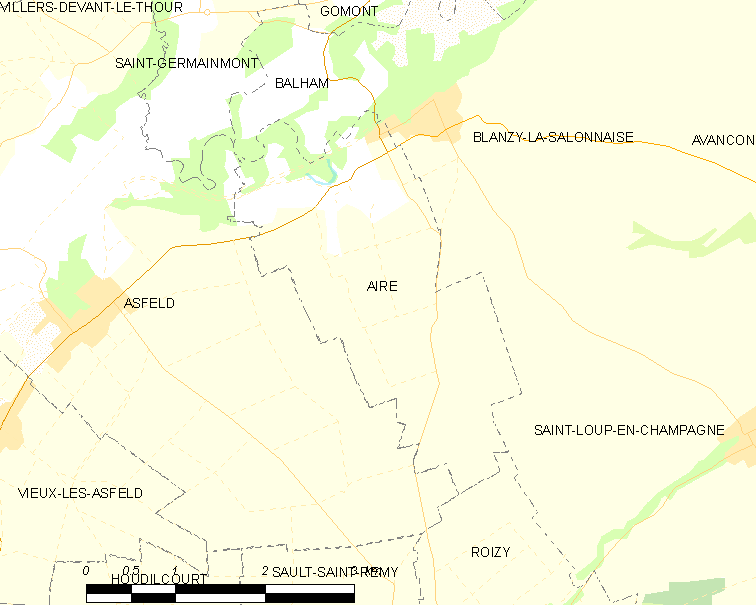
的OSM定位图

艾尔的时区为UTC+01:00、UTC+02:00（夏令时）。

## 行政
艾尔的邮政编码为08190，INSEE市镇编码为08004。

## 政治
艾尔所属的省级选区为波尔西安堡县。

## 人口

1962-2008年间人口变化图示

艾尔于2022年1月1日时的人口数量为247人。